# Легонг
Лего́нг — форма балийского танца. Утонченная танцевальная форма, которая характеризуется тонкими движениями пальцев, сложной работой ног, выразительными жестами и выражением лица.

## Происхождение
Легонг, вероятно, возник в 19 веке как королевское развлечение. Легенда гласит, что принц Сукавати заболел, и ему приснился яркий сон, в котором две девы танцевали под музыку гамелана. Когда он пришел в себя, он приказал, чтобы такие танцы исполнялись на самом деле. По другой версии Легонг возник из церемонии сангхьянг дэдари, во время которой благодетельные духи вселялись в двух маленьких девочек. Легонг также танцуют на публичных фестивалях. Выдержки из танцевальных драм ставятся для туристов.

## Танцоры

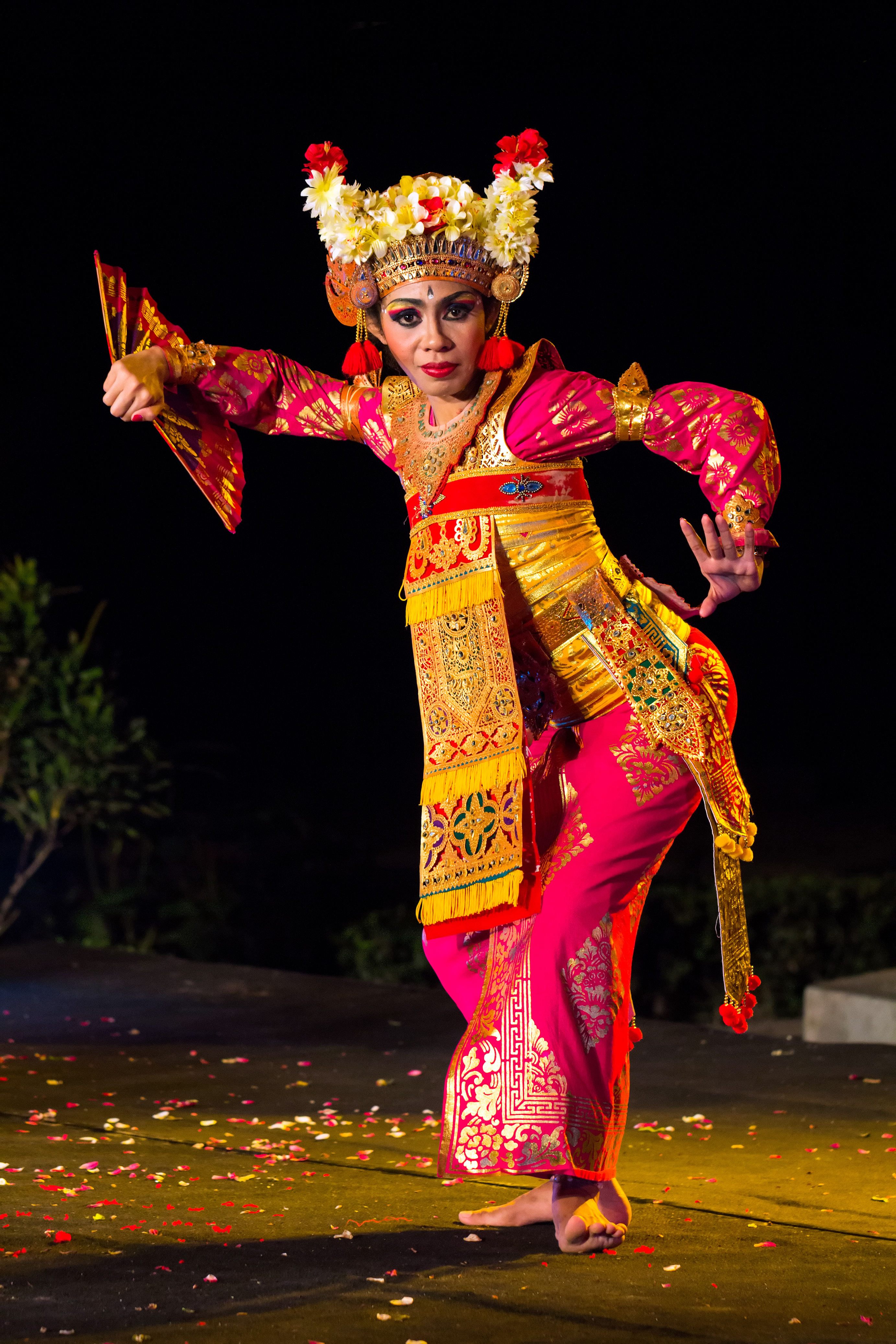
Взрослый исполнитель Легонг Бапанг Саба.

Традиционно танцорами легонга были девушки, которые ещё не достигли половой зрелости. Они начинают строгие тренировки с пяти лет. Эти танцоры высоко ценятся в обществе и обычно становятся женами аристократов или богатых торговцев. После свадьбы они прекращают танцевать. Однако в Индонезии танцоры могут быть любого возраста; также известны выступления мужчин в женских костюмах.

## Сюжеты
Классический спектакль Легонг имеет несколько традиционных сюжетов. Наиболее распространенной является сказка об Остине, Короле Лаcема из Малата, состоящая из множества героических историй. Он воюет с другим королем, отцом (или братом) принцессы Ранджасари. Ласем хочет жениться на девушке, но она ненавидит его и пытается убежать. Потерявшись в лесу, она захвачена Ласемом, который заключает её в тюрьму и отправляется в последнее нападение на её семью. На него нападает чудовищный ворон, который предвещает его смерть.
Драматические акты представлены в сложной и стилизованной пантомиме. Две маленькие актрисы сопровождаются третьей танцовщицей, которую называют кондонгом или служителем. Она устанавливает сцену, представляет танцоров зрителям, а затем играет роль ворона.

## Виды
Традиционно известно пятнадцать видов танца легонг. Продолжительность, движения и сюжет каждого типа танца различны. Некоторые, например, могут длиться более часа. Эти виды включают:
- Легонг Бапанг Саба
- Легонг Джебог
- Легонг Кратон
- Легонг Кунтир
- Легонг Лазем
- Легонг Раджа Чина
- Легонг Семарандана
- Легонг Судасарна

## В популярной культуре
Легонг упоминается в «I’m Been To Bali Too», сингле австралийской фолк-рок- группы Redgum из альбома Frontline 1984 года.